# Фредерік Жоліо-Кюрі
Жан Фредерік Жоліо-Кюрі (фр. Jean Frédéric Joliot-Curie, до шлюбу — Фредерік Жоліо; 19 березня 1900, Париж — 14 серпня 1958, там само) — французький фізик і громадський діяч, один із засновників і лідерів всесвітнього Руху прихильників миру та Пагуошського руху вчених. Лауреат Нобелівської премії з хімії (спільно з Ірен Жоліо-Кюрі, 1935). Чоловік Ірен Жоліо-Кюрі.

## Біографія
Жан Фредерік Жоліо народився в Парижі. Був молодшим з 6 дітей у родині процвітаючого комерсанта Анрі Жоліо і Емілії (Родерер) Жоліо, яка походила із заможної протестантської родини з Ельзасу. 1910 року хлопчика віддали вчитися до провінційного ліцею Лаканаль. Через сім років після смерті батька він повернувся до Парижа і став студентом Еколь прімер сюперьєр Лавуазьє. 1920 року вступив до Вищої школи фізики та прикладної хімії в Парижі й через три роки закінчив її краще за всіх у групі.
З дипломом інженера Жоліо міг практично застосовувати хімію та фізику. Проте інтереси Жоліо були скоріше в галузі фундаментальних наукових досліджень, що значною мірою пояснювалося впливом одного з його вчителів у Вищій школі фізики та прикладної хімії — французького фізика Поля Ланжевена. Після проходження обов'язкової військової служби, Жоліо, обговоривши з Ланжевеном свої плани на майбутнє, отримав пораду спробувати зайняти посаду асистента у Марії Кюрі в Інституті радію Паризького університету.
Жоліо так і зробив і на початку 1925 року розпочав виконувати свої нові обов'язки в цьому інституті, де працював препаратором і продовжував вивчати хімію й фізику. У наступному році (1926) він одружився з Ірен Кюрі, дочкою Марі та П'єра Кюрі, яка теж працювала в цьому інституті. З одруженням вони обоє взяли подвійне прізвище Жоліо-Кюрі. У шлюбі народилися син і дочка, обоє також стали вченими. Фредерік, отримавши ступінь ліценціата (відповідає ступеню магістра наук), продовжив свою роботу і в 1930 році був удостоєний докторського звання за дослідження електрохімічних властивостей радіоактивного елемента полонію.
Спроби знайти академічну посаду не увінчалися успіхом, і молодий учений вже збирався повернутися до роботи хіміка-практика на промисловому виробництві, але Жан Перрен допоміг йому здобути урядову стипендію, що дозволила Жоліо-Кюрі залишитися в інституті й продовжувати дослідження, пов'язані з впливом радіації. 1930 року німецький фізик Вальтер Боте виявив, що деякі легкі елементи, зокрема берилій та бор, випускають сильну проникаючу радіацію при бомбардуванні їх ядрами гелію, що рухаються з високою швидкістю (пізніше це опромінення було названо альфа-радіацією), утворюючись при розпаді радіоактивного полонію.
Знання інженерної справи допомогло Жоліо-Кюрі сконструювати чутливий детектор з конденсаційною камерою, яка мала фіксувати цю проникаючу радіацію, та приготувати зразок із надзвичайно високою концентрацією полонію. За допомогою цього апарата подружжя Жоліо-Кюрі, що почали свою співпрацю в 1931 році, виявили, що тонка платівка воднемісної речовини, розташована між опроміненим берилієм або бором і детектором, збільшує первісну радіацію майже вдвічі.
Нові досліди показали, що це додаткове випромінювання складається з атомів водню, які в результаті зіткнення з проникаючою радіацією вивільняються, набуваючи надзвичайно високої швидкості. Хоча жоден з цих двох дослідників спершу не зрозумів суті процесу, проте проведені ними точні вимірювання призвели до того, що в 1932 році Джеймс Чедвік відкрив нейтрон — нейтральну частку, що входить до складу атомного ядра.
Побічними продуктами при бомбардуванні бору або алюмінію альфа-частками є також позитрони (позитивно заряджені електрони), які в тому ж таки 1932 році були виявлені американським фізиком Карлом Д. Андерсоном. Подружжя Жоліо-Кюрі вивчали ці частки з кінця 1932 року — протягом усього 1933 року, а на самому початку 1934 року розпочали новий експеримент. Закривши отвір конденсаційної камери тонкої платівкою алюмінієвої фольги, вони опромінювали зразки бору та алюмінію альфа-радіацією. Як вони й сподівалися, позитрони справді почали відділятися, але, на їхнє здивування, емісія позитронів тривала протягом декількох хвилин навіть після того, як прибирали полонієве джерело.
Таким чином, Жоліо-Кюрі виявили, що деякі зразки алюмінію і бору перетворилися на нові хімічні елементи. Більш того, ці нові елементи були радіоактивними: алюміній, поглинаючи два протони і два нейтрона альфа-часток, перетворювався на радіоактивний фосфор, а бор — в радіоактивний ізотоп азоту. Оскільки ці нестійкі радіоактивні елементи не були схожі на жоден з природно радіоактивних елементів, стало зрозуміло, що вони створені штучним шляхом. Згодом подружжя Жоліо-Кюрі синтезували велику кількість нових радіоактивних елементів.
У 1935 році Фредеріку та Ірен Жоліо-Кюрі спільно була присуджена Нобелівська премія з хімії «за виконаний синтез нових радіоактивних елементів». Фредерік Жоліо-Кюрі є наймолодшим лауреатом Нобелівської премії з хімії. У своїй Нобелівській лекції Фредерік Жоліо-Кюрі зазначив, що застосування штучних радіоактивних елементів як мічені атоми «спростить проблему знаходження та усунення різних елементів, що існують у живих організмах». З накопичених фактів, сказав він, «можна зробити висновок, що не слід вважати, ніби декілька сотень видів атомів, що утворюють нашу планету, були створені всі одночасно й існуватимуть вічно». Крім того, додав Фредерік Жоліо-Кюрі, «у нас є підстави вважати, що вченим … вдасться здійснити перетворення вибухового характеру, справжні хімічні ланцюгові реакції», які вивільнять величезну кількість корисної енергії. «Проте, якщо розкладання пошириться на всі елементи нашої планети, — попереджав вчений, — то наслідки розв'язання такого катаклізму можуть тільки викликати тривогу».
У 1937 році Фредерік Жоліо-Кюрі, продовжував працювати в Інституті радію й одночасно обійняв посаду професора в Колеж де Франс в Парижі. Тут він створив дослідний центр ядерної фізики і хімії і заснував нову лабораторію, де відділи фізики, хімії та біології могли тісно співпрацювати. Крім того, вчений контролював будівництво одного з перших у Франції циклотронів, в якому при проведенні досліджень як джерело альфа-часток мали використовуватися радіоактивні елементи.

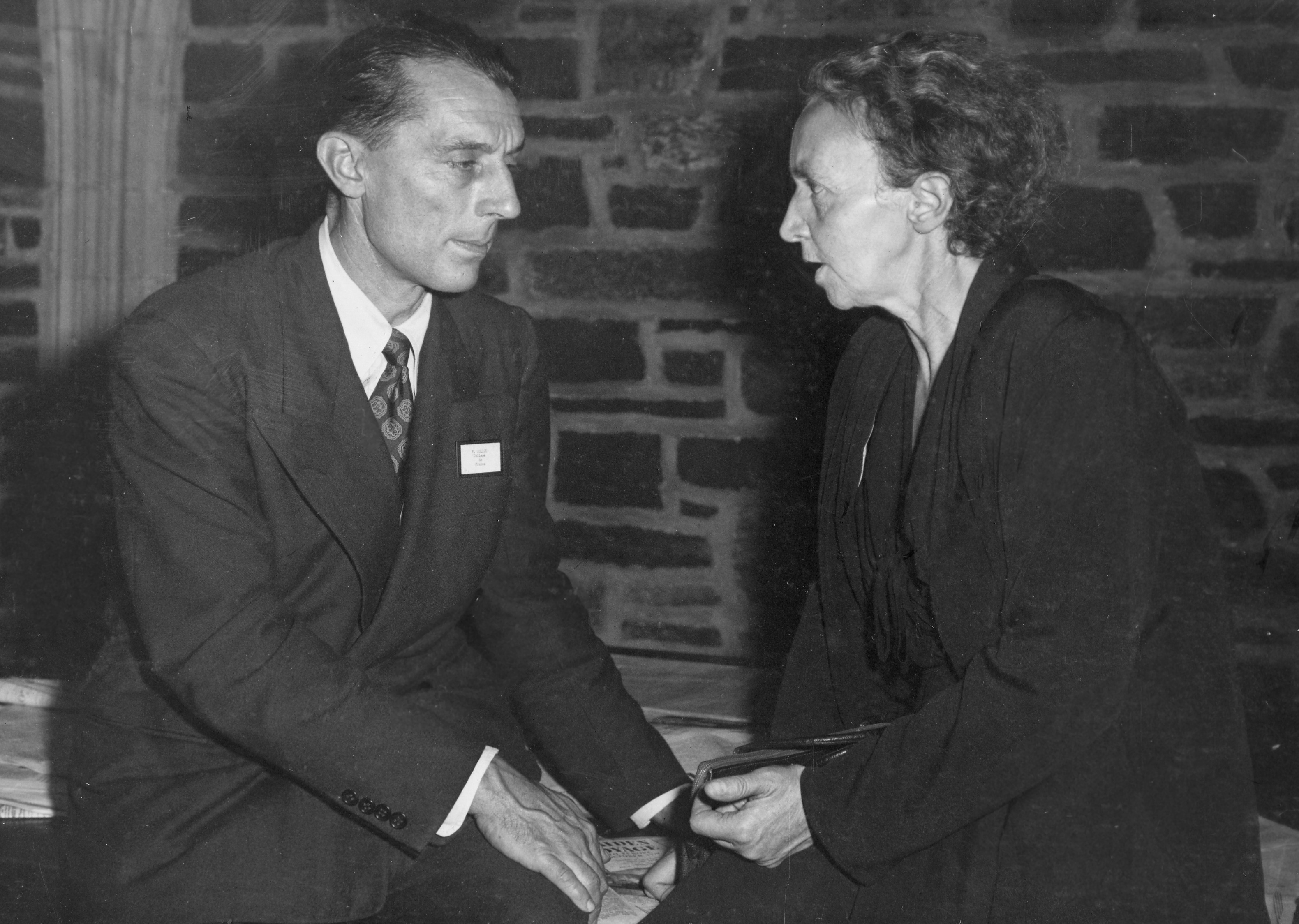
Фредерік та Ірен Жоліо-Кюрі у 1940-х роках

В 1939 році, слідом за відкриттям німецьким хіміком Отто Ганом можливості поділу (розщеплення) атома урану, Жоліо-Кюрі знайшов прямий фізичний доказ того, що такий поділ має вибуховий характер. Визнаючи, що величезна кількість енергії, що вивільняється в процесі розщеплення атома, може бути використана як джерело енергії, він придбав у Норвегії практично всі наявні тоді запаси важкої води. Однак в цей час почалася друга світова війна. Окупація Франції німецькими арміями змусили його перервати дослідження. З великим ризиком Жоліо-Кюрі зумів таємно переправити важку воду, яка була в його розпорядженні, до Англії, де вона була використана англійськими вченими під час розробки ними атомної зброї.
Залишаючись в Парижі в період окупації, Жоліо-Кюрі, попри свої антифашистські погляди й членство у Французькій соціалістичній партії (з 1934), зберіг за собою посади в Інституті радію і в Колеж де Франс. Як активний член Руху Опору, він очолював підпільну організацію «Національний фронт» і використовував можливості своєї лабораторії для виготовлення вибухових речовин і радіоапаратури для борців Опору аж до 1944 року, коли йому самому довелося ховатися . Як і його вчитель Ланжевен, у самий розпал війни (1942) він стає членом Французької комуністичної партії (незадовго до своєї смерті, в 1956 році, він буде обраний членом ЦК ФКП).
Після звільнення Парижа Фредерік Жоліо-Кюрі був призначений директором Національного центру наукових досліджень, йому було доручено координувати відновлення наукового потенціалу країни. У жовтні 1945 році він переконав президента Шарля де Голля створити Комісаріат з атомної енергії Франції. Через три роки він керував пуском першого у Франції ядерного реактора. Попри те що його авторитет як вченого і адміністратора був надзвичайно високий, зв'язок з Французької комуністичної партією викликав невдоволення, і в 1950 році він був звільнений з посади керівника Комісаріату з атомної енергії.
Після цього Фредерік Жоліо-Кюрі присвячував велику частину свого часу дослідній роботі в лабораторії та викладанню. Залишаючись активним політичним діячем, він був також президентом Всесвітньої Ради Миру. Смерть Ірен Жоліо-Кюрі в 1956 році була для нього важким ударом. Ставши її наступником на посаді директора Інституту радію і замінивши її на викладацькій роботі в Сорбонні, він узяв на себе також контроль над будівництвом нового інституту в Орсе, на південь від Парижа. Проте організм ученого був ослаблений через перенесений двома роками раніше вірусний гепатит, і 14 серпня 1958 Фредерік Жоліо-Кюрі помер у Парижі після операції, пов'язаної з внутрішнім крововиливом.
Фредеріка Жоліо-Кюрі характеризували як людину чуйну, добру й терплячу. Він любив грати на піаніно, малювати пейзажі й читати. Останніми роками життя присвячував багато часу політичним проблемам. 1940 року Колумбійський університет нагородив вченого золотою медаллю Барнарда за видатні наукові заслуги. Жоліо-Кюрі був членом Французької академії наук і Медичної академії Франції, а також іноземним членом багатьох наукових товариств, у тому числі і Академії наук СРСР (з 1949, член-кореспондент з 1947 року). В СРСР Жоліо-Кюрі також був удостоєний Міжнародної Сталінської премії «За зміцнення миру між народами» (1951).
Жоліо-Кюрі є автором афоризмів «Правда подорожує без віз» і «Чим далі експеримент від теорії, тим ближче він до Нобелівської премії».

## Вшанування
- У Німеччині, на корабельні «WEB Mathias Thesen» у 1961 році, 17 жовтня був спущений на воду річковий пасажирський теплохід "Ф. Жоліо-Кюрі", який відразу був приписаний до порту Пермі і досі працює на Камі.
- У м. Дубно Московської області, де Фредерік Жоліо-Кюрі був з візитом в Об'єднаному інституті ядерних досліджень, одна з вулиць названа його ім'ям. Саме на цій вулиці розташована головна адміністративна будівля ОІЯД.
- У столиці Болгарії Софії на честь Фредеріка Жоліо-Кюрі названо вулицю і станцію метро.
- В Одесі на його честь була названа одна з вулиць в новому районі міста.
- На його честь в місті Рівне названа одна з вулиць.